# 赤穗線
赤穗線（日语：／ Akō sen */?）是一條連接日本兵庫縣相生市的相生站與岡山縣岡山市中區的東岡山站，沿瀨戶內海行走，屬於西日本旅客鐵道（JR西日本）的鐵路線（地方交通線）。

## 概要
起點相生站、終點東岡山站的兩端接續山陽本線。本路線是全線單線的地方交通線，雖然接近瀨戶內海，但能從車窗看到海岸的地方相當少。其中的相生站－播州赤穗站間包含在「大阪近郊區間」和JR西日本都市網路之內，來自京都・大阪、神戶方面的新快速等駛入播州赤穗車站。
相生站－備前福河站間為JR西日本近畿統括本部，寒河站－東岡山站間是該公司岡山支社管轄。岡山支社管內獨自設定的路線色為黄色（■）。
一部分路段可以使用IC乘車卡「ICOCA」，相生站－播州赤穗站間是近畿圈地域，長船站－東岡山站間包括岡山、廣島地域的岡山、福山地區。但是播州赤穗站－長船站間不能使用（2018年夏天，兩個地域將統合，預定可以互通）。
在列車運行方面，播州赤穗車站為本線列車運行系統分界車站，所有行走本線列車皆以該站為終點站並進行折返，並不互跨運轉。該站往東為大阪近郊區間與JR西日本都市網路範圍，有普通列車、快速列車、及新快速列車開行；而該站往西僅有開往岡山站方向的普通列車。

### 路線資料
- 管轄（事業類別）：西日本旅客鐵道（第一種鐵道事業者）、日本貨物鐵道（第二種鐵道事業者）
- 路線距離（營業距離）：相生站－東岡山站間 57.4公里
- 軌距：1067毫米
- 站數：20個（包括起終點站）
  - 旅客站：19個
    - 若只限屬於赤穗線的旅客站，排除屬於山陽本線的相生站與東岡山站[4]則為17個。

  - 貨物站：1個（西濱站）
- 複線路段：沒有（全線單線）
- 電氣化路段：全線（直流1500V）
- 閉塞方式：
  - 相生站－日生站：自動閉塞式
  - 日生站－東岡山站：自動閉塞式（特殊）
- 最高速度：
  - 95公里/小時（相生站－播州赤穗站、長船站－東岡山站）
  - 85公里/小時（播州赤穗站－長船站）
- 運轉指令所（日语：運転指令所）：
  - 相生站－備前福河站間：大阪綜合指令所（日语：大阪総合指令所）
  - 備前福河站－東岡山站間：岡山綜合指令所
- 列車運行管理系統（日语：列車運行管理システム）：JR京都、神戶線運行管理系統（日语：アーバンネットワーク運行管理システム）（相生站－西濱站間）

## 使用車輛
全列車使用電聯車運行。
- 113系（播州赤穗站 - 東岡山站間）
- 115系（播州赤穗站 - 東岡山站間）
- 117系（播州赤穗站 - 東岡山站間）
- 213系（播州赤穗站 - 東岡山站間）
- 221系（相生站 - 播州赤穗站間）
- 223系1000・2000・6000番台（相生站 - 播州赤穗站間）
- 225系0番台（相生站 - 播州赤穗站間）

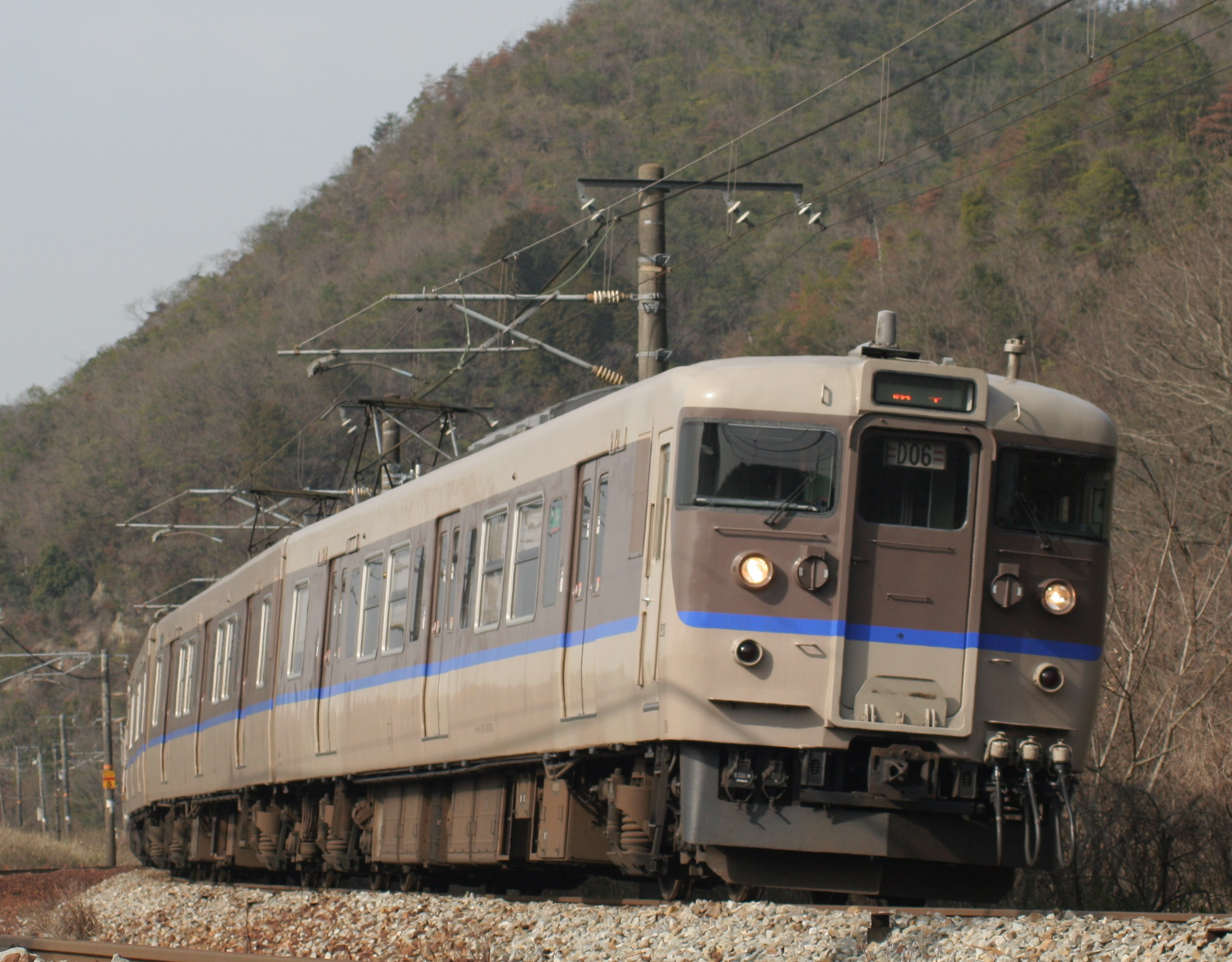
115系
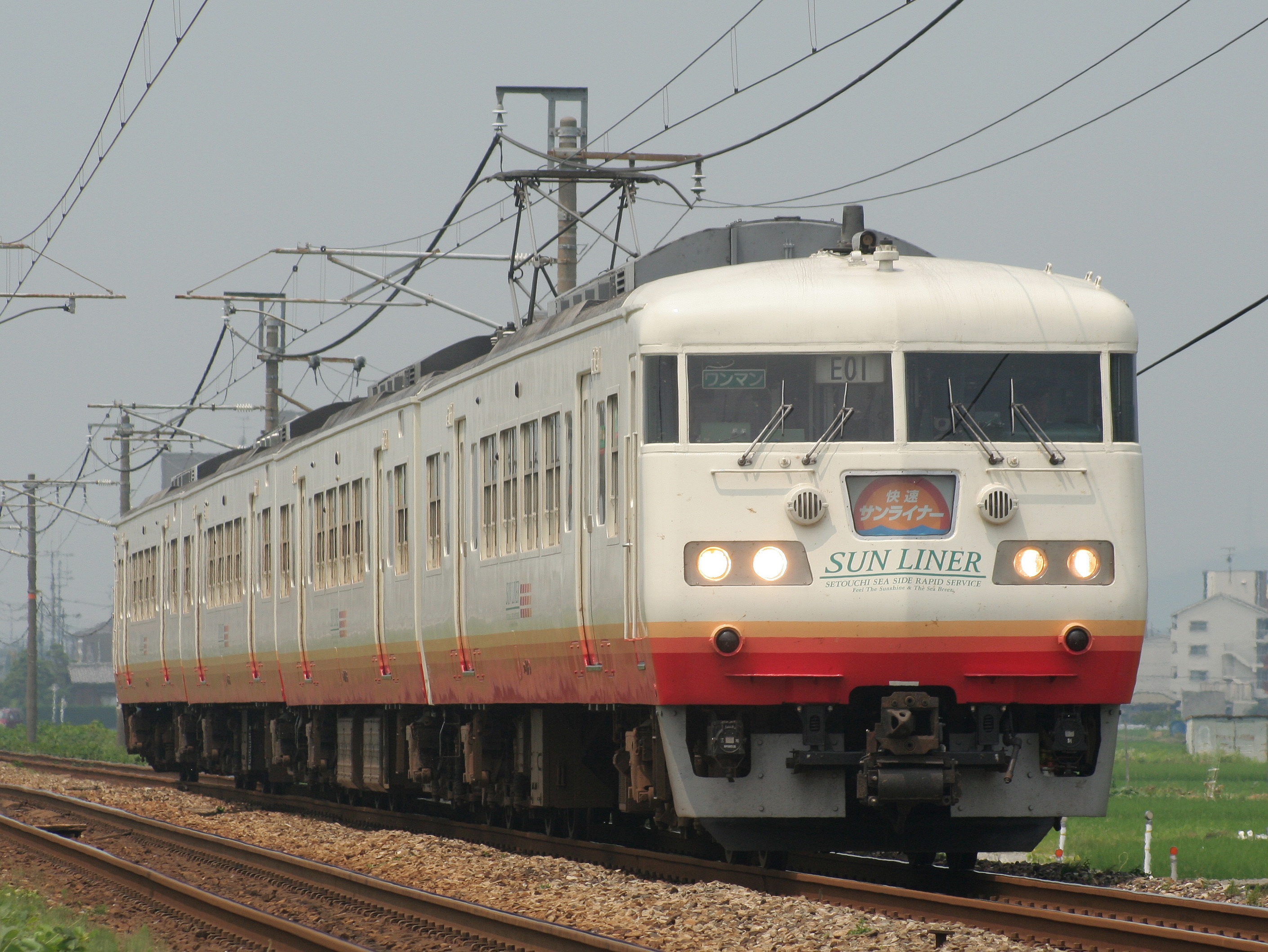
117系
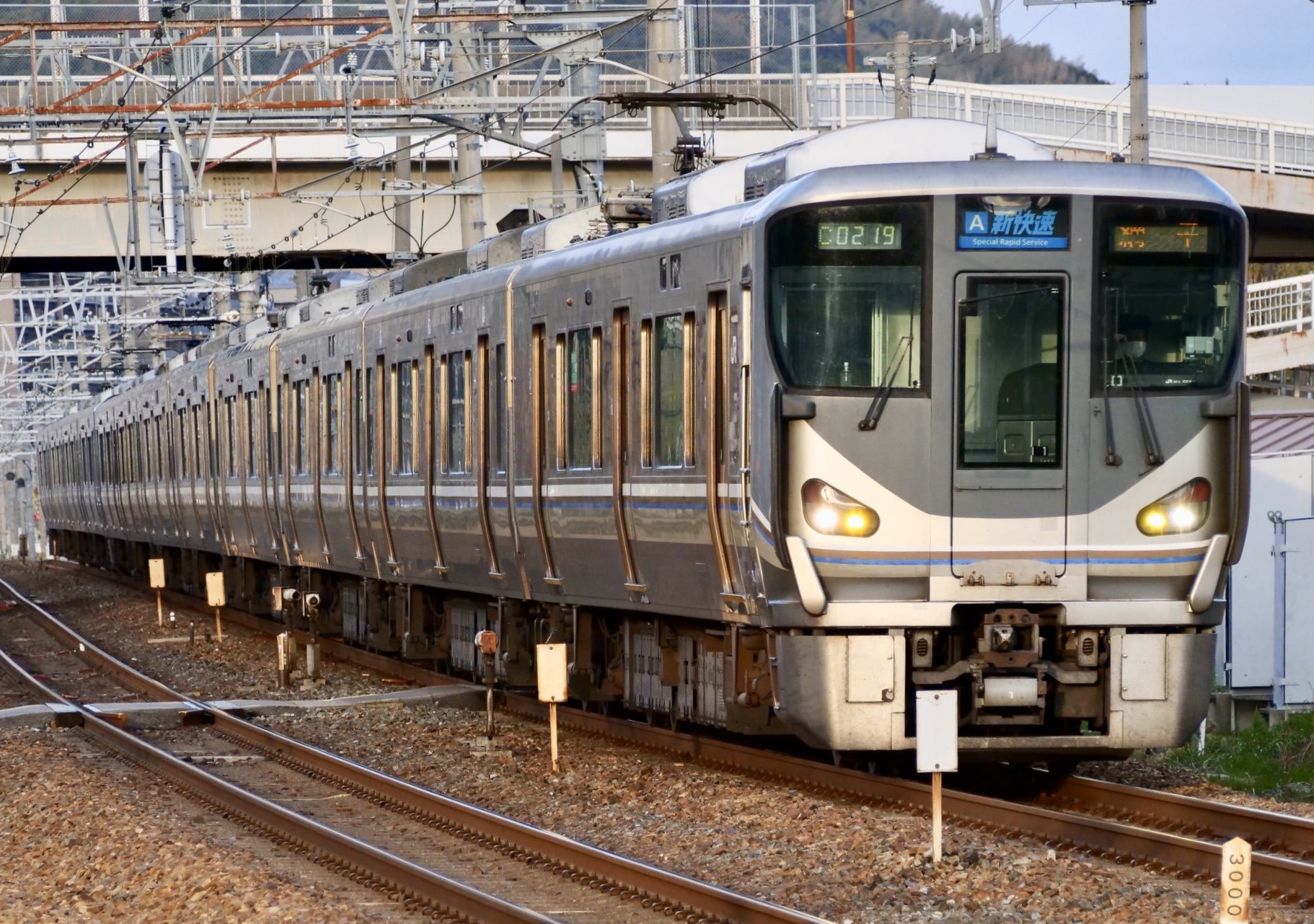
225系0番台

## 歷史

### 年表
- 1951年（昭和26年）
  - 12月12日：國鐵赤穗線 相生車站 - 播州赤穗車站間 (10.5km) 開業。西相生車站・坂越車站・播州赤穗車站開業。
  - 12月26日：姬路車站 - 播州赤穗車站間直通運轉開始[5]。
- 1955年（昭和30年）3月1日：播州赤穗車站 - 日生車站間 (11.6km) 延伸開業。備前福河車站・日生車站開業。
- 1958年（昭和33年）3月25日：日生車站 - 伊部車站間 (12.4km) 延伸開業。伊里車站・備前片上車站・伊部車站開業。
- 1961年（昭和36年）3月30日：相生車站 - 播州赤穗車站間電化。
- 1962年（昭和37年）
  - 4月1日：寒河車站開業。
  - 9月1日：伊部車站 - 東岡山車站間 (22.9km) 延伸開業、全通。香登車站・長船車站・邑久車站・大富車站・西大寺車站・大多羅車站開業。
- 1963年（昭和38年）5月1日：天和車站・西片上車站開業。
- 1966年（昭和41年）10月1日：西濱信號場開設。
- 1969年（昭和44年）8月24日：播州赤穗車站 - 東岡山車站間全線電化。
- 1983年（昭和58年）7月29日：備前福河車站 - 東岡山車站間列車集中制御裝置 (CTC) 導入。
- 1987年（昭和62年）
  - 3月31日：西濱信號場變更作車站、作為貨物車站的西濱車站開業。
  - 4月1日：國鐵分割民營化、西日本旅客鐵道繼承。日本貨物鐵道全線成為第二種鐵道事業者。
- 1996年（平成8年）3月16日：夕方尖峰時設定新快速。
- 2003年（平成15年）11月1日：相生車站 - 播州赤穗車站間「ICOCA」利用服務開始[6]。
- 2004年（平成16年）10月16日：播州赤穗車站 - 岡山車站間之一部列車單人運轉（ワンマン運轉）開始。
- 2005年（平成17年）3月1日：日中也設定新快速[7]。
- 2006年（平成18年）10月1日：相生車站 - 西濱車站間「JR京都・神戶線運行管理系統」導入[8]。
- 2010年（平成22年）12月1日：組織改正、神戶支社管轄的相生車站 - 備前福河車站間變更為近畿統括本部管轄[9]。

## 車站列表
為方便起見，兩端部分所有列車都直通的山陽本線姬路站－相生站與東岡山站－岡山站間也一併記載。
- （貨）：貨物專用站
- 包括JR神戶線開出直通快速（明石站以西是普通列車）、新快速、赤穗線的列車全部停靠所有旅客站。
- 軌道（赤穗線內全線單線） … ◇、∨、∧：可進行列車交會，｜：不可列車交會，∥：複線路段（山陽本線內）

### 姬路站－相生站－播州赤穗站間
| 路線名稱 | 中文站名 | 日文站名 | 英文站名 | 站間營業距離 | 相生起計 營業距離                   | 接續路線                                                                                             | 軌道   | 所在地 | 所在地 |
| -------- | -------- | -------- | -------- | ------------ | ----------------------------------- | --- | ------ | ------ | ------ |
| 山陽本線 | 姬路     |          |          | -            | 20.7                                | 西日本旅客鐵道： 山陽新幹線、 山陽本線（JR神戶線）、 播但線、 姬新線 山陽電氣鐵道：本線 （山陽姬路） | ∥      | 兵庫縣 | 姬路市 |
| 山陽本線 | 英賀保   |          |          | 4.6          | 16.1                                | | ∥      | 兵庫縣 | 姬路市 |
| 山陽本線 | 播磨勝原 |          |          | 2.8          | 13.3                                | | ∥      | 兵庫縣 | 姬路市 |
| 山陽本線 | 網干     |          |          | 2.9          | 10.4                                | | ∥      | 兵庫縣 | 姬路市 |
| 山陽本線 | 龍野     |          |          | 5.9          | 4.5                                 | | ∥      | 兵庫縣 | 龍野市 |
| 山陽本線 | 相生     |          |          | 4.5          | 0.0                                 | 西日本旅客鐵道： 山陽新幹線、 山陽本線（上郡方向）                                                   | ∨      | 兵庫縣 | 相生市 |
| 赤穗線   | 相生     |          |          | 4.5          | 0.0                                 | 西日本旅客鐵道： 山陽新幹線、 山陽本線（上郡方向）                                                   | ∨      | 兵庫縣 | 相生市 |
| 西相生   |          |          | 3.0      | 3.0          |                                     | ｜                                                                                                   |        | 兵庫縣 | 相生市 |
| 坂越     |          |          | 4.8      | 7.8          |                                     | ｜                                                                                                   | 赤穗市 | 兵庫縣 |        |
| 播州赤穗 |          |          | 2.7      | 10.5         | 西日本旅客鐵道： 赤穗線（岡山方向） | ◇ | 赤穗市 | 兵庫縣 |        |

### 播州赤穗站－東岡山站－岡山站間
| 路線名稱 | 車站編號                 | 中文站名   | 日文站名 | 英文站名 | 站間營業距離 | 相生起計 營業距離 | 接續路線                              | 軌道        | 所在地 | 所在地      |
| -------- | ------------------------ | ---------- | -------- | -------- | ------------ | --- | ------------------------------------- | ----------- | ------ | ----------- |
| 赤穗線   |                          | 播州赤穗   |          |          | -            | 10.5 | 西日本旅客鐵道： 赤穗線（相生方向）   | ◇           | 兵庫縣 | 赤穗市      |
| 赤穗線   |                          | （貨）西濱 |          | /        | 2.4          | 12.9 |                                       | ｜          | 兵庫縣 | 赤穗市      |
| 赤穗線   |                          | 天和       |          |          | 1.6          | 14.5 |                                       | ｜          | 兵庫縣 | 赤穗市      |
| 赤穗線   |                          | 備前福河   |          |          | 1.9          | 16.4 |                                       | ｜          | 兵庫縣 | 赤穗市      |
| 赤穗線   | JR-N16                   | 寒河       |          |          | 3.2          | 19.6 |                                       | ｜          | 岡山縣 | 備前市      |
| 赤穗線   | JR-N15                   | 日生       |          |          | 2.5          | 22.1 |                                       | ◇           | 岡山縣 | 備前市      |
| 赤穗線   | JR-N14                   | 伊里       |          |          | 5.6          | 27.7 |                                       | ｜          | 岡山縣 | 備前市      |
| 赤穗線   | JR-N13                   | 備前片上   |          |          | 3.3          | 31.0 |                                       | ◇           | 岡山縣 | 備前市      |
| 赤穗線   | JR-N12                   | 西片上     |          |          | 1.3          | 32.3 |                                       | ｜          | 岡山縣 | 備前市      |
| 赤穗線   | JR-N11                   | 伊部       |          |          | 2.2          | 34.5 |                                       | ◇           | 岡山縣 | 備前市      |
| 赤穗線   | JR-N10                   | 香登       |          |          | 4.0          | 38.5 |                                       | ｜          | 岡山縣 | 備前市      |
| 赤穗線   | JR-N09                   | 長船       |          |          | 3.8          | 42.3 |                                       | ◇           | 岡山縣 | 瀨戶內市    |
| 赤穗線   | JR-N08                   | 邑久       |          |          | 3.6          | 45.9 |                                       | ｜          | 岡山縣 | 瀨戶內市    |
| 赤穗線   | JR-N07                   | 大富       |          |          | 2.1          | 48.0 |                                       | ｜          | 岡山縣 | 瀨戶內市    |
| 赤穗線   | JR-N06                   | 西大寺     |          |          | 3.2          | 51.2 |                                       | ◇           | 岡山縣 | 岡山市 東區 |
| 赤穗線   | JR-N05                   | 大多羅     |          |          | 2.9          | 54.1 |                                       | ｜          | 岡山縣 | 岡山市 東區 |
| 赤穗線   | JR-N04                   | 東岡山     |          |          | 3.3          | 57.4 | 西日本旅客鐵道： 山陽本線（瀨戶方向） | ∧           | 岡山縣 | 岡山市 中區 |
| 山陽本線 | JR-N04                   | 東岡山     |          |          | 3.3          | 57.4 | 西日本旅客鐵道： 山陽本線（瀨戶方向） | ∧           | 岡山縣 | 岡山市 中區 |
| JR-N03   | 高島                     |            |          | 2.8      | 60.2         | | ∥                                     |             | 岡山縣 | 岡山市 中區 |
| JR-N02   | 西川原 （西川原·就實驛） |            |          | 1.9      | 62.1         | | ∥                                     |             | 岡山縣 | 岡山市 中區 |
| JR-N01   | 岡山                     |            |          | 2.6      | 64.7         | 西日本旅客鐵道： 山陽新幹線、 山陽本線（福山方向）、 伯備線、 宇野線（宇野港線、 瀨戶大橋線）、 津山線、 吉備線（桃太郎線） 岡山電氣軌道：東山本線（岡山站前） | ∥                                     | 岡山市 北區 | 岡山縣 |             |

1. ↑  伯備線的正式起點是山陽本線倉敷站，運行系統上直通至岡山站

## 脚注
1. ↑  ご利用可能エリア 近畿圏エリア｜ICOCA：JRおでかけネット （页面存档备份，存于） - 西日本旅客鉄道
2. ↑  ご利用可能エリア 岡山・広島エリア｜ICOCA｜ICOCA：JRおでかけネット （页面存档备份，存于） - 西日本旅客鉄道
3. ↑  ICOCAのご利用エリアが大きく広がります！ （页面存档备份，存于） - 西日本旅客鉄道、2017年10月18日
4. ↑  『停車場変遷大事典 国鉄・JR編』JTB、1998年。ISBN 978-4-533-02980-6。
5. ↑  近畿地方の日本国有鉄道-大阪・天王寺・福知山鉄道局史』大阪・天王寺・福知山鉄道局史編集委員会 2004年 p.359
6. ↑  「ICOCA」いよいよデビュー! 〜 平成15年11月1日（土）よりサービス開始いたします 〜（インターネット・アーカイブ）- 西日本旅客鉄道プレスリリース 2003年8月30日
7. ↑  平成17年春 新快速ネットワーク拡大 〜京阪神⇔播州赤穂間 新快速終日直通運転〜（インターネット・アーカイブ）- 西日本旅客鉄道プレスリリース 2004年12月3日
8. ↑  JR西日本2006年9月定例社長会見（インターネット・アーカイブ）
9. ↑  組織改正などについて （页面存档备份，存于） - 西日本旅客鉄道プレスリリース 2010年11月16日

## 關連項目
- 日本鐵路線列表
- 都市網路